# Yu Kuo-hwa
Yu Kuo-hwa (chiń. upr. 俞国华; chiń. trad. 俞國華; pinyin Yú Guóhuá; ur. 10 stycznia 1914, zm. 4 października 2000) – polityk Republiki Chińskiej (Tajwanu).
Pochodził z Fenghua w prowincji Zhejiang. Ukończył studia na Uniwersytecie Tsinghua, następnie studiował na Uniwersytecie Harvarda i London School of Economics. Od 1947 działał w wielu międzynarodowych instytucjach finansowych. Był ministrem finansów Tajwanu w latach 1967-1969 i gubernatorem Centralnego Banku Chin (Tajwanu) w latach 1969-1984. 
W latach 1984–1989 sprawował urząd premiera z ramienia rządzącego Kuomintangu, przeprowadzając szereg reform demokratycznych. Za jego kadencji zniesiony został w 1987 roku obowiązujący od 38 lat stan wojenny, cenzura prasy oraz zakaz podróży Tajwańczyków na kontynent.